# (10598) Markrees
(10598) Markrees est un astéroïde de la ceinture principale.

## Description
(10598) Markrees est un astéroïde de la ceinture principale. Il fut découvert le 13 octobre 1996 à Prescott par Paul G. Comba. Il présente une orbite caractérisée par un demi-grand axe de 2,61 UA, une excentricité de 0,15 et une inclinaison de 1,6° par rapport à l'écliptique.

## Compléments